# Quận Meriwether, Georgia
Quận Meriwether là một quận trong tiểu bang Georgia, Hoa Kỳ. Quận lỵ đóng ở thành phố Greenville 6. Theo điều tra dân số năm 2000 của Cục điều tra dân số Hoa Kỳ, quận có dân số 22.534 người 2. Năm 2007, ước tính dân số quận này là 22.748 người.

## Địa lý
Theo Cục điều tra dân số Hoa Kỳ, quận này có diện tích 1311 ki-lô-mét vuông, trong đó có 1300 km2 là diện tích đất, 11 km2 là diện tích mặt nước.